# Amomum gymnopodum
Amomum gymnopodum är en enhjärtbladig växtart som beskrevs av Karl Moritz Schumann. Amomum gymnopodum ingår i släktet Amomum och familjen Zingiberaceae. Inga underarter finns listade i Catalogue of Life.